# Emil Flurschütz
Emil Flurschütz (* 28. Oktober 1904; † 1995) war ein deutscher evangelisch-lutherischer Geistlicher.

## Leben und Wirken
Als ältester Sohn des Land- und Gastwirts Louis Otto Flurschütz (s.a Liste ehemaliger Brauereien in Bayern) und dessen Frau Christiana wuchs Flurschütz in einer streng lutherischen Familie in Westheim bei Haßfurt (Unterfranken) auf. Das Studium der Theologie absolvierte er in Erlangen, Rostock und Heidelberg. Seit 1923 gehörte er der Burschenschaft der Bubenreuther Erlangen an. Er bekleidete neben verschiedenen anderen Stationen als jüngster bayerischer Dekan seiner Zeit das Amt des Dekans im Dekanat Bad Berneck (1939–1948). Flurschütz musste sich in diesem Amt während des Zweiten Weltkrieges gegen nationalsozialistische Maßnahmen zur Wehr setzen, die ihm die Ausübung seines Berufes – vor allen Dingen die freie Predigt – zu erschweren suchten. 
Nachdem er ab 1948 Dekan im Dekanat Ansbach gewesen war, wurde er 1961 Oberkirchenrat der Evangelisch-Lutherischen Kirche in Bayern (ELKB) und Kreisdekan (Regionalbischof) im Kirchenkreis Bayreuth. Bei der Reform der EKD-Grundordnung Anfang der 1970er Jahre setzte er sich für die Gewichtung der Bekenntnisse als „uneingeschränkt verbindliche Grundlage für Verkündigung und Lehre“ ein.
Nach seinem Eintritt in den Ruhestand 1973 wurde er mit dem Bayerischen Verdienstorden ausgezeichnet.

## Familie
Zusammen mit seiner Frau Ingeborg hatte Flurschütz vier Töchter und einen Sohn. Unter seinen Nachkommen sind zahlreiche Pfarrer. Flurschütz’ Bruder war Organist und Kantor in deren Heimatgemeinde Westheim; seine Schwester lebte als Diakonisse in Neuendettelsau.
Flurschütz' Familie stammte aus dem ehemaligen Herzogtum Sachsen-Coburg und Gotha, aus dem sein Vater 1886 zugezogen war. Zu seinen Verwandten zählten u. a. der Coburger Prinzenerzieher Johann Christoph Florschütz sowie der Hannoveraner Konsistorialpräsident Georg Emil Florschütz.